# Centrale del latte di Genova
La Centrale del latte di Genova è stata un'azienda casearia italiana con sede a Genova, nell'area di Fegino.
La sede è situata in piazza Fulcieri Paolucci De Calboli, nel quartiere di Rivarolo. Lo stabilimento è sottoposto a vincolo di tutela da parte della soprintendenza dal 2001, e rappresenta un significativo esempio di architettura industriale.

## Storia
Lo stabilimento della Centrale del latte di Genova fu costruito fra il 1929 e il 1934 su progetto dell'architetto Robaldo Morozzo della Rocca. L'inaugurazione si ebbe nel giugno 1935, e fu reso operativo grazie al consorzio fra alcune cooperative di produttori di latte e allevatori, in particolare aderenti alla Cooperativa Latterie Riunite Genovesi. Del primo consiglio di amministrazione fecero parte numerose personalità dell'epoca: presidente fu l'onorevole Francesco Casareto; vicepresidenti il cavaliere Achille Malcovati e l'agronomo Giuseppe De Filippi; amministratori delegati il grande ufficiale Angelo Ferrari e il cavaliere Paolo Manzini.
Durante la seconda guerra mondiale, l'approvvigionamento di latte in tutto il territorio del capoluogo fu affidato in forma esclusiva alla Società anonima Centrale del latte di Genova, eccetto una piccola area periferica, con una quantità media giornaliera di latte pastorizzato dalla centrale di 919 ettolitri, dei quali 661 importati e 257 prodotti localmente.
L'impresa vide il massimo della produzione in particolare a partire dal secondo dopoguerra, con il marchio Latte ORO, che dagli anni 1960 divenne il principale marchio di latte consumato nel capoluogo. Specializzata nella produzione e pastorizzazione di latte, burro, panna, yogurt, formaggi e succhi di frutta, fu per anni anche meta di visite di formazione per i ragazzi delle scuole primarie liguri.
Lungamente sotto gestione comunale, con vari marchi fra i quali Centrale del Latte e Amlat, nel 1992 il marchio fu acquisito da Parmalat, poi in consorzio con Lactalis, e lanciò anche prodotti non strettamente casearei come il tè fresco prodotto in giornata.
Dopo una contrazione delle vendite e una crisi amministrativa, la Centrale del latte di Genova terminò le attività nel 2012, a cui seguì anche una serie di vertenze sindacali, col licenziamento o ricollocamento di circa 60 lavoratori da parte dei francesi di Lactalis. Alla fine del 2015 lo stabilimento fu venduto a una società immobiliare senza che negli anni successivi si sia, tuttavia, giunti a un riutilizzo industriale. Nell'ottobre 2020 un ristorante ha aperto le attività in una piccola porzione dello stabilimento. Da due ex-dipendenti della Centrale nacque nel 2008 la fabbrica di birra Maltus Faber, nei vicini locali di produzione della Birra Cervisia.
Lo stabilimento, in ottimo stato di manutenzione, è sottoposto a vincolo di tutela da parte della soprintendenza dal 2001, e rappresenta un significativo esempio di architettura industriale, citato dalle riviste di architettura sin dall'epoca della sua edificazione.